# Skate (U-Boot, 1957)
Die Skate, auch USS Skate (Kennung: SSN-578), war ein atomgetriebenes Jagd-U-Boot und Typschiff der gleichnamigen Klasse der United States Navy, das von 1957 bis 1986 in Dienst stand. Das Boot wurde benannt nach den Echten Rochen, englisch skate.

## Geschichte
SSN-578 wurde am 18. Juli 1955 als erster Serienbau eines Atom-U-Bootes der US Navy in Auftrag gegeben. Nur drei Tage später wurde der Kiel des Bootes bei Electric Boat gelegt. Am 16. Mai 1957 lief das Boot vom Stapel und wurde getauft. Ende des Jahres wurde das Boot offiziell in Dienst gestellt.
Bereits im Februar 1958 begann die Skate ihre erste Einsatzfahrt und lief Häfen in England, Frankreich und den Niederlanden an. Im Sommer des Jahres operierte das U-Boot unter der arktischen Eiskappe und tauchte neun Mal durch arktisches Eis auf. Nach der Nautilus war die Skate das zweite Schiff, das den Nordpol erreichte und das erste U-Boot, das hier auftauchte. 1959 machte sie eine weitere Arktisfahrt, auf der sie am Nordpol in einer feierlichen Zeremonie die Asche des Polarforschers Hubert Wilkins verstreute, der 1931 als Erster den Versuch unternommen hatte, den Pol in einem U-Boot zu erreichen. 1961 erfolgte die erste Auffüllung des Kernbrennstoffs und eine Überholung in der Bauwerft.
1962 operierte die Skate für eine Woche mit ihrem Schwesterschiff USS Seadragon unter dem Eis und tauchte mit ihr am Nordpol auf. Bis 1965 standen lokale Operationen an, dann folgte in der Norfolk Naval Shipyard die Neubefüllung des Reaktors und die Durchführung von SUBSAFE. Die Skate war das erste U-Boot, das diese nach dem Verlust der USS Thresher eingeführte Zertifizierung im September 1967 beendete.
1968 befuhr die Skate das Mittelmeer, 1969, 1970 und 1971 außerdem wieder arktische Gewässer. Im Juli 1971 folgte die dritte Überholung, wieder in der Norfolk NSY, die bis Ende 1973 dauerte.
1986 wurde die Skate außer Dienst gestellt und im Ship-Submarine Recycling Program in der Puget Sound Naval Shipyard abgebrochen.

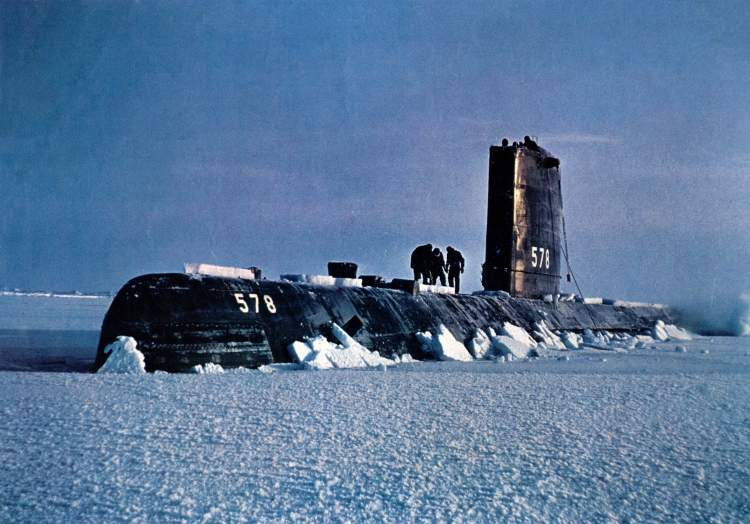
Die Skate am Nordpol
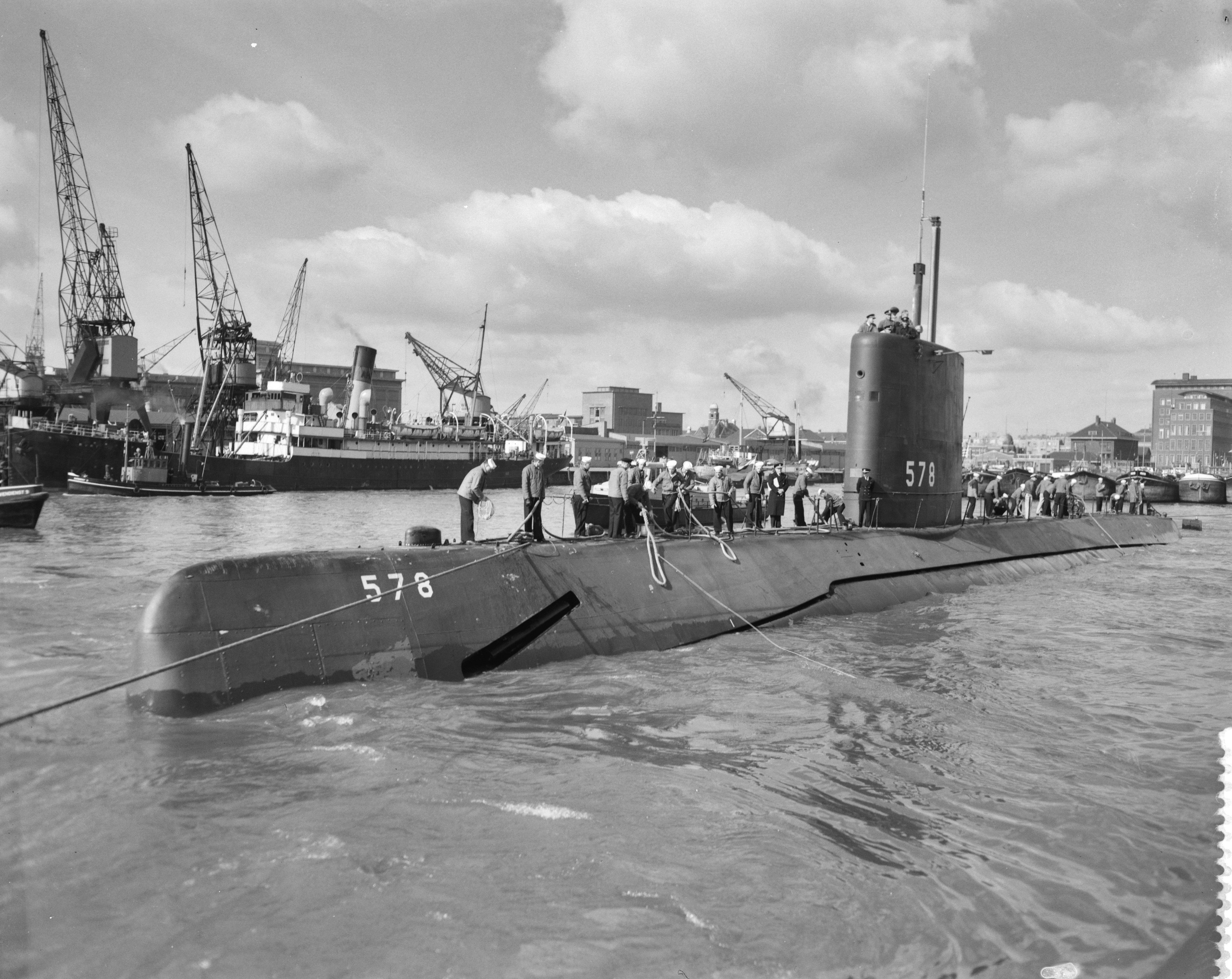
Besuch der Skate im Hafen von Rotterdam